# Ottoz-Calvesi

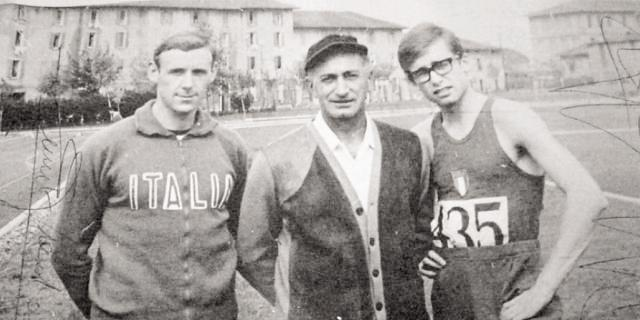
Da destra: Eddy Ottoz e Sandro Calvesi insieme a Ennio Preatoni

Gli Ottoz-Calvesi sono una famiglia di atleti, allenatori e dirigenti sportivi italiani di atletica leggera, che hanno come capostipite Sandro Calvesi, allenatore federale di atletica leggera specializzato nella corsa a ostacoli. Tra i suoi atleti ci fu anche Eddy Ottoz, che successivamente divenne suo genero in quanto sposò la figlia Lyana. Sandro Calvesi fu il fondatore dell'Atletica Brescia.
Il 5 ottobre 2014 alla famiglia Ottoz fu assegnato il XXVI Premio Internazionale Emilio e Aldo De Martino con la motivazione: «Una famiglia in cui nulla succede mai per caso, dove la quotidianità si fonde con lo sport e dove il terreno di confronto avviene spesso su palcoscenici internazionali».

## Storia
Sandro Calvesi sposò Gabre Gabric, atleta che prese parte ai Giochi olimpici di Berlino 1936 e Londra 1948 piazzandosi, rispettivamente, decima e diciassettesima nel lancio del disco. Ai campionati europei di atletica leggera 1938 conquistò la sesta posizione nella medesima specialità. A distanza di 69 anni, nel 2007 partecipò ai campionati del mondo master di atletica leggera e da allora conquistò due ori e tre argenti mondiali per la categoria W90, tre ori mondiali indoor, e tre ori europei e tre ori europei indoor sempre per la categoria W90, nonché tre ori mondiali per la categoria W95, per la quale ottenne anche due record mondiali nel getto del peso e nel lancio del disco.
La figlia di Calvesi e Gabric, Lyana (nata nel 1944), è un'ex atleta che oggi ricopre ruoli dirigenziali in diverse società di atletica master ed è fondatrice e presidentessa dell'Atletica Calvesi; da novembre 2016 è consigliera FIDAL in rappresentanza dei tecnici. Sposò Eddy Ottoz, atleta olimpionico specializzato nei 110 metri ostacoli (medaglia di bronzo a Città del Messico 1968 e cinque volte campione europeo) e allenato da Sandro Calvesi, entrato a far parte del Comitato olimpico nazionale italiano dal 2001.
Lyana e Eddy hanno tre figli: Laurent Ottoz (nato nel 1970) ex ostacolista che è stato membro del consiglio federale della FIDAL e della commissione atleti della European Athletic Association; è allenatore di quinto livello mondiale riconosciuto dalla World Athletics. Nel 1994, 26 anni dopo il padre, Laurent batté il record italiano dei 110 metri ostacoli a Berlino con il tempo di 13"42; Patrick Ottoz (nato nel 1971), ex ostacolista e Pilar Ottoz (nata nel 1972), ex atleta successivamente entrata in Rai come giornalista dal 2007.

## Albero genealogico

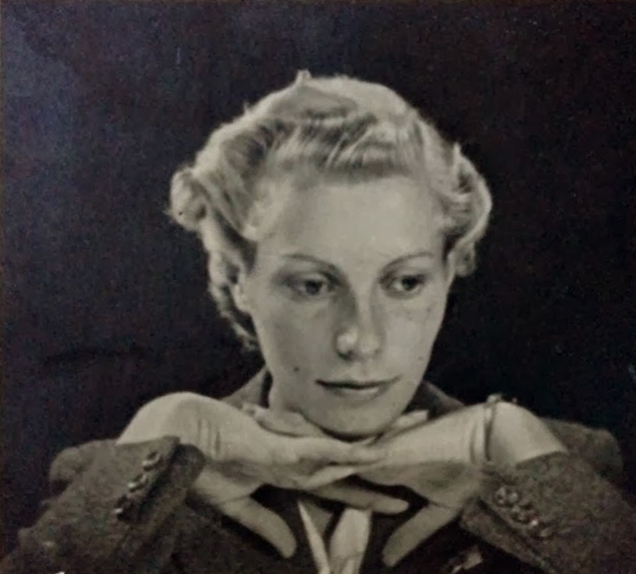
Gabre Gabric nel 1937

|  |  |                         |                         |                         |                         |                         |                         | Sandro Calvesi (1913-1980) | Sandro Calvesi (1913-1980) | Sandro Calvesi (1913-1980) | Sandro Calvesi (1913-1980) | Sandro Calvesi (1913-1980) | Sandro Calvesi (1913-1980) |                         |                         |                         |                         |                         |                         | Gabre Gabric (1914-2015) | Gabre Gabric (1914-2015) | Gabre Gabric (1914-2015) | Gabre Gabric (1914-2015) | Gabre Gabric (1914-2015) | Gabre Gabric (1914-2015) |
|  |  |                         |                         |                         |                         |                         |                         | Sandro Calvesi (1913-1980) | Sandro Calvesi (1913-1980) | Sandro Calvesi (1913-1980) | Sandro Calvesi (1913-1980) | Sandro Calvesi (1913-1980) | Sandro Calvesi (1913-1980) |                         |                         |                         |                         |                         |                         | Gabre Gabric (1914-2015) | Gabre Gabric (1914-2015) | Gabre Gabric (1914-2015) | Gabre Gabric (1914-2015) | Gabre Gabric (1914-2015) | Gabre Gabric (1914-2015) |
|  |  |                         |                         |                         |                         |                         |                         |                            |                            |                            |                            |                            |                            |                         |                         |                         |                         |                         |                         |                          |                          |                          |                          |                          |                          |
|  |  |                         |                         |                         |                         | Eddy Ottoz (n. 1944)    | Eddy Ottoz (n. 1944)    | Eddy Ottoz (n. 1944)       | Eddy Ottoz (n. 1944)       | Eddy Ottoz (n. 1944)       | Eddy Ottoz (n. 1944)       |                            |                            | Lyana Calvesi (n. 1944) | Lyana Calvesi (n. 1944) | Lyana Calvesi (n. 1944) | Lyana Calvesi (n. 1944) | Lyana Calvesi (n. 1944) | Lyana Calvesi (n. 1944) |                          |                          |                          |                          |                          |                          |
|  |  |                         |                         |                         |                         | Eddy Ottoz (n. 1944)    | Eddy Ottoz (n. 1944)    | Eddy Ottoz (n. 1944)       | Eddy Ottoz (n. 1944)       | Eddy Ottoz (n. 1944)       | Eddy Ottoz (n. 1944)       |                            |                            | Lyana Calvesi (n. 1944) | Lyana Calvesi (n. 1944) | Lyana Calvesi (n. 1944) | Lyana Calvesi (n. 1944) | Lyana Calvesi (n. 1944) | Lyana Calvesi (n. 1944) |                          |                          |                          |                          |                          |                          |
|  |  |                         |                         |                         |                         |                         |                         |                            |                            |                            |                            |                            |                            |                         |                         |                         |                         |                         |                         |                          |                          |                          |                          |                          |                          |
|  |  |                         |                         |                         |                         |                         |                         |                            |                            |                            |                            |                            |                            |                         |                         |                         |                         |                         |                         |                          |                          |                          |                          |                          |                          |
|  |  | Laurent Ottoz (n. 1970) | Laurent Ottoz (n. 1970) | Laurent Ottoz (n. 1970) | Laurent Ottoz (n. 1970) | Laurent Ottoz (n. 1970) | Laurent Ottoz (n. 1970) |                            |                            | Patrick Ottoz (n. 1971)    | Patrick Ottoz (n. 1971)    | Patrick Ottoz (n. 1971)    | Patrick Ottoz (n. 1971)    | Patrick Ottoz (n. 1971) | Patrick Ottoz (n. 1971) |                         |                         | Pilar Ottoz (n. 1972)   | Pilar Ottoz (n. 1972)   | Pilar Ottoz (n. 1972)    | Pilar Ottoz (n. 1972)    | Pilar Ottoz (n. 1972)    | Pilar Ottoz (n. 1972)    |                          |                          |

## Migliori risultati
| Anno          | Manifestazione          | Luogo             | Risultato     | Gara                       | Note     |
| ------------- | ----------------------- | ----------------- | ------------- | -------------------------- | -------- |
| Eddy Ottoz    | Eddy Ottoz              | Eddy Ottoz        | Eddy Ottoz    | Eddy Ottoz                 | dettagli |
| 1965          | Universiadi             | Budapest          | Oro           | 110 metri ostacoli         |          |
| 1966          | Giochi europei indoor   | Dortmund          | Oro           | 60 metri ostacoli          |          |
| 1966          | Europei                 | Budapest          | Oro           | 110 metri ostacoli         |          |
| 1967          | Giochi europei indoor   | Praga             | Oro           | 50 metri ostacoli          |          |
| 1967          | Universiadi             | Tokyo             | Oro           | 110 metri ostacoli         |          |
| 1968          | Giochi europei indoor   | Madrid            | Oro           | 50 metri ostacoli          |          |
| 1968          | Giochi olimpici         | Città del Messico | Bronzo        | 110 metri ostacoli         |          |
| 1969          | Europei                 | Atene             | Oro           | 110 metri ostacoli         |          |
| Laurent Ottoz | Laurent Ottoz           | Laurent Ottoz     | Laurent Ottoz | Laurent Ottoz              | dettagli |
| 1997          | Giochi del Mediterraneo | Bari              | Argento       | 400 metri ostacoli         |          |
| 2001          | Giochi del Mediterraneo | Tunisi            | Bronzo        | 400 metri ostacoli         |          |
| 2005          | Giochi del Mediterraneo | Almería           | Argento       | 400 metri ostacoli         |          |
| Gabre Gabric  | Gabre Gabric            | Gabre Gabric      | Gabre Gabric  | Gabre Gabric               | dettagli |
| 2007          | Mondiali master         | Riccione          | Oro           | Getto del peso W90         |          |
| 2007          | Mondiali master         | Riccione          | Oro           | Lancio del disco W90       |          |
| 2007          | Mondiali master         | Riccione          | Argento       | Lancio del giavellotto W90 |          |
| 2008          | Mondiali master indoor  | Clermont-Ferrand  | Oro           | Getto del peso W90         |          |
| 2008          | Mondiali master indoor  | Clermont-Ferrand  | Oro           | Lancio del disco W90       |          |
| 2008          | Mondiali master indoor  | Clermont-Ferrand  | Oro           | Lancio del giavellotto W90 |          |
| 2009          | Mondiali master         | Lahti             | Argento       | Getto del peso W90         |          |
| 2009          | Mondiali master         | Lahti             | Argento       | Lancio del disco W90       |          |
| 2009          | Mondiali master         | Lahti             | Argento       | Lancio del giavellotto W90 |          |